# Algrund (vid Vasklot, Vasa)
Algrund är en ö i Finland. Den ligger i Norra kvarken och i kommunen Vasa i landskapet Österbotten, i den västra delen av landet. Ön ligger nära Vasa och omkring 370 kilometer nordväst om Helsingfors.
Öns area är 6 hektar och dess största längd är 450 meter i nord-sydlig riktning.